# 范希賢 (明朝)
范希賢（16世紀—16世紀），字水南，湖廣荊州府松滋縣人，明朝文人。

## 生平
范希賢自小聰敏，二十多歲就在嘉靖二十二年（1543年）中舉人，二十六年（1547年）中會試副榜，三十二年（1553年）前往北京參加會試，到南陽時遇上受業老師謝佑喪事，出資運送其棺木回鄉，此後突然感觸，閉門著書不考慮仕進，婉拒巡按御史和新知縣接見；為人好學，天文地理、人物蟲魚無不蒐羅，又設置義田周濟族人，八十多歲才去世，有《水南詩文集》流傳，入祀鄉賢祠。

## 引用
1. 1 2  同治《松滋縣志·卷九·人物志》：范希賢，字水南，嘉靖癸卯舉人，丁未中明通榜，癸丑公車北上行至南陽，值業師河南參政謝佑喪還里哭之慟，為助資親送其櫬，自此不復北上。性端嚴，不喜干謁，巡方使者至邑輙問范先生，然希賢未嘗一往，令長造門亦未嘗不辭也；好學天文地理，人物蟲魚靡不搜攬，有《水南詩文集》行世，好施置義田以賙族人，年八十餘卒，祀鄉賢。
2. ↑  乾隆《荊州府志·卷四十二·人物五》：范希賢，號水南，松滋人，生而穎敏，讀書過目輒誦，年二十餘舉嘉靖癸卯鄉試，丁未會試副榜，癸丑公車北上，行次南陽，逢鄉人參政謝佑喪車還里意忽忽有感，即歸閉門著書，絕意□取，每巡方使者及新邑宰輙想見其人，希賢未嘗□詣之也，著有《水南詩文集》若干卷，年八十餘卒。 舊府志，參縣志